# Resolució 507 del Consell de Seguretat de les Nacions Unides
La Resolució 507 del Consell de Seguretat de les Nacions Unides, fou aprovada per unanimitat el 28 de maig de 1982, després d'examinar un informe de la Comissió del Consell de Seguretat sobre les Seychelles aprovat a la Resolució 496 (1981), el Consell va expressar la seva preocupació per l'intent del cop d'estat de les Seychelles de 1981 L'intent de cop d'estat de novembre de 1981 a les Seychelles per mercenaris estrangers dirigits per Mike Hoare, suposadament recolzat per Sud-àfrica i el posterior segrest d'un avió d'Air India.
El Consell va condemnar enèrgicament l'agressió mercenària contra les Seychelles i el segrest, i va insistir en la ingerència externa en els afers interns d'un Estat membre. La resolució va elogiar les Seychelles per repel·lir l'atac, reiterant la Resolució 239 (1967) contra l'ús de mercenaris per atacar a un altre Estat membre.
La resolució va acabar establint un comitè "ad hoc" presidit per França per supervisar fons de desenvolupament per reparar el dany a les Seychelles i garantir la reconstrucció econòmica. També va demanar al Secretari General de les Nacions Unides assistir al fons i ampliar el mandat de la investigació sobre els esdeveniments abans del 15 d'agost de 1982.